# Thetystrombus latus
Thetystrombus
Genre
Espèce
Synonymes
- Afristrombus bubonius (Lamarck, 1822)[1]
- Afristrombus latus (Gmelin, 1791)[1]
- Persististrombus latus (Gmelin, 1791)[1]
- Strombus bubonius Lamarck, 1822[1]
- Strombus latus Gmelin, 1791[1]

Thetystrombus latus, unique représentant du genre Thetystrombus, est une espèce de mollusques gastéropodes marins de la famille des Strombidae.

## Systématique
L'espèce Thetystrombus latus a été décrite pour la première fois en 1791 par le zoologiste allemand Johann Friedrich Gmelin (1748-1804) sous le protonyme de Strombus latus.
En 2008, le malacologiste néerlandais Aart M. Dekkers (d) classe l'espèce dans le genre Thetystrombus créé à cet effet.

## Répartition
Thetystrombus latus se rencontre sur les côtes de l'Afrique de l'Ouest.

## Description
La coquille de Thetystrombus latus présente une taille maximale de 13 cm.

## Liste des sous-espèces
Selon BioLib (9 juin 2022) :
- sous-espèce Thetystrombus latus arenensis (F.R. Bernard, 1982)
- sous-espèce Thetystrombus latus portgentilensis (F.R. Bernard, 1982)

## Philatélie
Ce coquillage figure sur une émission de l'Angola de 1974 (valeur faciale : 3 $) sous le nom de Strombus latus.

## Gastronomie
La préparation de sa chair est délicate, elle se consomme le plus souvent en fricassée ou grillée en brochette.